# 馬面電車
馬面電車（うまづらでんしゃ）は、鉄道車両において車体幅が極端に狭く、前面の形状がウマの顔のように縦長な電車のことを指す、主に鉄道ファンによる渾名である。
このような車両が出来る要因として、建築限界が小さいため幅を狭くしなければ運行が不可能になる路線を有していたことなどが上げられる。特に軽便鉄道のように特殊狭軌線（762mmなど軌間が狭い）では多かった。必然的に車内も狭く、ロングシートの場合は向かい合った乗客の膝が触れることもあった。
花巻電鉄の車両（デハ1形 - デハ5形）や、福島交通飯坂東線の車両、名鉄モ600形電車などがよく「馬面電車」と呼ばれる。なお、花巻電鉄の馬面電車は後に建築限界を拡大して大型車を投入したため、末期には予備車にされていた。